# Murupi linearis
Murupi linearis là một loài bọ cánh cứng trong họ Cerambycidae.